# Wawrzynki Słupeckie
Wawrzynki Słupeckie – święto miasta; swoją nazwę zawdzięczają patronowi kościoła parafialnego pw. św. Wawrzyńca. Jest to cykl imprez odbywających się od 1990 roku w Słupcy w związku z odpustem w kościele farnym. Odpust ten przypada 10 sierpnia, w święto Wawrzyńca.

## Koncerty
Na wawrzynkach od ich powstania organizowane są koncerty dla szerokiej publiczności. Gośćmi imprezy byli dotychczas m.in. Big Cyc, Eleni, Danzel, Urszula, Doda, Kate Ryan, Dżem, Lombard oraz zespół Hey.

## Spotkania Odpustowe
Od 1999 roku Muzeum Regionalne w Słupcy w tym dniu zaprasza mieszkańców miasta Słupcy i regionu na Odpustowe Spotkanie przy muzeum. Rokrocznie prezentowane są ekspozycje muzealne, pokazy teatrów i grup ludowych, a także przedstawiciele sztuki rękodzielniczej i ginących zawodów. Tradycyjnie już spotkania rozpoczyna wystrzał armatni.

## Koncerty organowe
Od 2004 roku w słupeckiej farze odbywają się koncerty organowe. Koncertowali tu m.in. Wiktor Łyjak, Małgorzata Urbaniak, Bogna Nowowiejska, Ewa Murawska, Ewa Polska, Przemysław Wawrzyniak. a także Elżbieta Karolak.

## Wawrzynkowy Turniej Tenisa Ziemnego o Puchar Burmistrza Miasta Słupcy
Turniej odbywa się od 1996 roku na kortach STT. Biorą w nim udział zarówno zawodnicy z Słupcy, jak i goście.

## Ogólnopolskie Zawody Strzeleckie z KBKS o Puchar Prezesa Spółdzielni Mieszkaniowej w Słupcy
Jedna z najstarszych, towarzyszących odpustowi imprez sportowych. Zawody rozgrywane są na słupeckiej strzelnicy od 1984 roku.
Biegi Wawrzynkowe
Biegi dziecięce i młodzieżowe, bieg rodzinny, bieg na 10 km o Laur św. Wawrzyńca